# 阿豐 (英國國會選區)
阿豐（英語：Arfon），英國國會一郡選區，位於威爾斯西北部圭內斯北部。始設於2010年。
2010年大選中，威爾斯黨的海威爾·威廉斯以36.0%選票勝出該區成功連任，成為全英三個威爾斯黨人控制的選區之一。